# Wilhelm Thiele
Wilhelm Thiele, nato Wilhelm Isersohn (Vienna, 10 maggio 1890 – Woodland Hills, 7 settembre 1975), è stato un regista e sceneggiatore austriaco naturalizzato statunitense.
Regista teatrale e cinematografico durante il nazismo, lasciò l'Europa per emigrare negli Stati Uniti dove, in seguito, adottò il nome William Thiele.

## Biografia
Wilhelm Thiele nacque a Vienna nel 1890 con il nome di Wilhelm Isersohn. Dopo aver studiato al Conservatorio di Vienna, intraprese la carriera di attore recitando al Burgtheater e in svariati teatri tedeschi. Nel 1918, fu nominato direttore del teatro di Monaco. Nel 1920 si accostò al cinema, interpretando Orchideen, un film diretto da Gottfried Hacker. Dopo questo esordio cinematografico, passò alla regia. Il primo film che diresse, Lyas beste Rolle, un cortometraggio girato a Monaco, risale al 1921. Nel 1933 Thiele emigrò negli Stati Uniti, dove avrebbe in seguito lavorato per le maggiori case di produzione di Hollywood: la 20th Century Fox, la Paramount e la MGM. Thiele morì a Woodland Hills, nella contea di Los Angeles, in 7 settembre 1975 all'età di 85 anni. È sepolto all'Hollywood Forever Cemetery con il nome William J. Thiele.

## Filmografia

### Regista (parziale)
- Lyas beste Rolle (1921)
- Das Totenmahl auf Schloß Begalitza (1923)
- Carl Michael Ziehrers Märchen aus Alt-Wien (1923)
- Die selige Exzellenz, co-regia Adolf E. Licho (1927)
- Die Dame mit der Maske (1928)
- La sirenetta dell'autostrada (Die Drei von der Tankstelle) (1930)
- Le Chemin du paradis co-regia Max de Vaucorbeil (1930)
- Die Privatsekretärin (1931)
- Mädchen zum Heiraten (1932)
- Zwei Herzen und ein Schlag (1932)
- Waltz Time (1932)
- London by Night (1937)
- Bridal Suite (1939)
- Tarzan contro i mostri (Tarzan's Desert Mystery) (1943)
- Nessuno ti avrà mai (The Madonna's Secret) (1946)

### Sceneggiatore
- Die selige Exzellenz, regia di Adolf E. Licho, Wilhelm Thiele (1927)
- Nessuno ti avrà mai (The Madonna's Secret), regia di Wilhelm Thiele (1946)